# Spitfire (песма)
Spitfire је осамнаести сингл британског бенда The Prodigy. Изашао је 4. априла 2005. године као 12" винил плоча, а 5. априла као дигитални даунлоуд са iTunes-а. То је био четврти сингл са албума Always Outnumbered, Never Outgunned. Доспео је на #1 Би-Би-Сијеве листе синглова.
На музичком споту који је режирао Тим Квалтру (Tim Qualtrough) налазе се дигитални ефекти комбиновани са снимцима са живих наступа бенда.

## Списак песама

### XL recordings 12" винил плоча
1. Spitfire (05 Version) (3:27)
2. Spitfire (Nightbreed Mix) (6:08)
3. Spitfire (Future Funk Squad's 'Dogfight' Remix) (7:27)